# Tyrone Spong
Tyrone Clinton Spong (* 3. September 1985 in Paramaribo) ist ein surinamisch-niederländischer Muay-Thai-Kämpfer und Boxer.

## Karriere

### Kickboxen
1990 wanderte Spong im Alter von 5 Jahren aus Suriname in die Niederlande. Er wuchs in Amsterdam auf, war oft in Straßenkämpfe involviert und begann mit 13 Jahren in einem Fitnessstudio Kickboxen zu trainieren. Bei seinem ersten Muay-Thai-Match war er 15 Jahre alt und gewann durch K. o. in der ersten Runde. Im Jahr 2003, seinem ersten Jahr als Profi, hat er 12 Kämpfe gewonnen. 2004 kämpfte er in der Battle of Zaandam gegen Rafi Zouheir und gewann seinen ersten europäischen Muay Thai Titel (World Kickboxing Network). 2006 besiegte Spong die Muay Thai-Veterane Joerie Mes und Kaoklai Kaennorsing durch K.o.
Spong wurde 2008 Weltmeister und Muay-Thai-Cruisergewichtsmeister in der „World Full Contact Association“ nachdem er Aurelien Duarte besiegt hatte. Im „K-1 World Grand Prix 2008 in Amsterdam“ traf Spong auf Azem Maksutaj und gewann durch K.o. in der zweiten Runde. Am 29. November 2008 wurde er der erste „It's Showtime 95MAX“-Weltmeister, nachdem er Zabit Samedov durch einstimmige Punktentscheidung besiegt hatte.
Bei dem K-1-World-Grand-Prix 2009 traf Spong auf den Schwergewichtsweltmeister Kyōtarō Fujimoto und gewann nach Punkten. Am 3. April 2010 kämpfte Spong gegen Jérôme Le Banner. Spong brach sich in der ersten Runde seine rechte Hand und wurde niedergeschlagen. Trotz schneller Rückkehr verlor er nach Punkten. Spong qualifizierte sich für das K-1-World-Grand-Prix-Finale 2010 und besiegte den Routinier Ray Sefo im Turnier. Im Viertelfinale verlor er gegen den späteren Sieger Alistair Overeem nach Punkten.
Am 28. Januar 2012 traf Spong auf Melvin Manhoef beim „It's Showtime 2012 in Leeuwarden“ und gewann einstimmig nach Punkten. Am 30. Juni 2012 traf Spong auf Peter Aerts und gewann durch K.o. in der dritten Runde.
Am 23. März 2013 traf Spong auf Remy Bonjasky und gewann durch K.o. in der zweiten Runde. Am 22. Juni 2013 wurde Spong der Glory-95-kg-Slam-Meister, nachdem er gegen Michael Duut und Filip Verlinden gewann und besiegte  im Finale Danyo Ilunga durch technischen K.o. in 16 Sekunden. Am 12. Oktober 2013 besiegte er Nathan Corbett durch technischen K.o. in der zweiten Runde.

### Mixed Martial Arts
Spong machte sein Mixed-Martial-Arts-Debüt gegen Travis Bartlett bei der World Series of Fighting 1 am 3. November 2012 im Halbschwergewicht und gewann durch K.o. in der ersten Runde. Am 10. August 2013 besiegte er Angel DeAnda nach Punkten.

### Boxen
Spong hatte sein Debüt im Profiboxen, welches er am 6. März 2015 bestritt und siegte dabei durch K. o. in der ersten Runde gegen den Ungar Gabor Farkas. Bis zum 31. August 2018 erzielte er 12 Siege ohne Niederlage, gewann alle Kämpfe vorzeitig und gewann den WBC und WBO Latino-Titel im Schwergewicht.

## Titel

### Kickboxen
- M.T.B.N. Muay Thai Dutch Junior Champion  -66 kg
- 2004 W.K.N. Muay Thai European Middleweight Champion
- 2005 W.P.K.L. European Middleweight Champion
- 2005 A1 World League Winner
- 2007 SLAMM Events Champion -79 kg
- 2008 KO World Series '08 Oceania Winner
- 2008 W.F.C.A. Muay Thai Cruiserweight World Champion
- 2008 It's Showtime World 95MAX Champion
- 2013 Glory 95kg Slam Tournament Champion
- 2014 Glory Light Heavyweight World Championship Tournament Finalist

### Boxen
- 2017: WBC Lateinamerikanischer Meister im Schwergewicht
- 2018: WBO Lateinamerikanischer Meister im Schwergewicht